# Noir rouan
Gris fer
Robe du cheval
Le noir rouan, historiquement nommé gris fer ou gris de fer, est une couleur rare de la robe du cheval. Le pelage consiste en un mélange de poils noirs et de poils blancs dans des proportions variables, stable à long terme, la tête et le bas des membres restant plus foncés que le reste du corps. 
Avant la possibilité d'une reconnaissance génétique, cette robe est décrite sur la base du seul phénotype des chevaux concernés. Son fonctionnement génétique est supposé dès les années 1910, avec la mise en évidence d'un facteur Rouan. Génétiquement, cette couleur de robe résulte d'une épistasie, l'action d'au moins une copie de l'allèle du Rouan (RN) sur une robe de base noire. La mutation responsable de toutes les robes rouan, identifiée en 1999, est localisée sur le gène KIT. 
Cette couleur de robe peut survenir chez toutes les races de chevaux qui expriment l'allèle Rouan sur une robe de base noire. Elle est volontairement sélectionnée chez le Noriker.

## Terminologie
Historiquement, le noir rouan est nommé « gris fer » ou « gris de fer » en français, en raison de sa nuance qui « rapelle le fer fraîchement cassé »,. On retrouve aussi les noms « ardoisé », « gris-bleu » et « pinchard ».
En anglais, cette robe est nommée blue roan ou iron grey.
Le baron de Curnieu (1811-1871) identifie le lien de cette robe avec le facteur rouan en individualisant un « gris qui ne blanchit pas », qu'il nomme « rouan noir ».

## Histoire
En 1910, A. H. Sturtevant publie une étude en génétique des robes menée sur une population de chevaux d'attelage américains dans The Biological Bulletin, dans laquelle il identifie un facteur génétique pour le rouan, qu'il nomme « R » ; il décrit parmi ces chevaux rouan des « noir, bleu ou gris rouan », qui diffèrent des chevaux gris du fait que les poils noirs et les poils blancs sont plus intimement mêlés. Deux ans plus tard, il précise dans son article A critical examination of recent studies on colour inheritance in horses que le facteur rouan provoque un mélange de poils blancs avec une autre couleur de base du cheval, et semble dominant dans sa transmission. En 1913, dans son article intitulé The Inheritance of Coat Color in Horses, Edward N. Wentworth note l'existence de chevaux bais et noirs exprimant le facteur rouan ; il postule qu'il soit possible de faire naître un alezan rouan en croisant deux chevaux noir rouan hétérozygotes entre eux.
En s'appuyant sur les travaux des auteurs précédemment cités, Sewall Wright clarifie en 1917 la distinction entre le facteur gris (G) et le facteur rouan (R).
En 1979, sur la base de statistiques des naissances de chevaux qui expriment un phénotype rouan, H. F. Hintz et L. D. Van Vleck postulent que le gène responsable est létal in-utero sous sa forme homozygote.

## Description

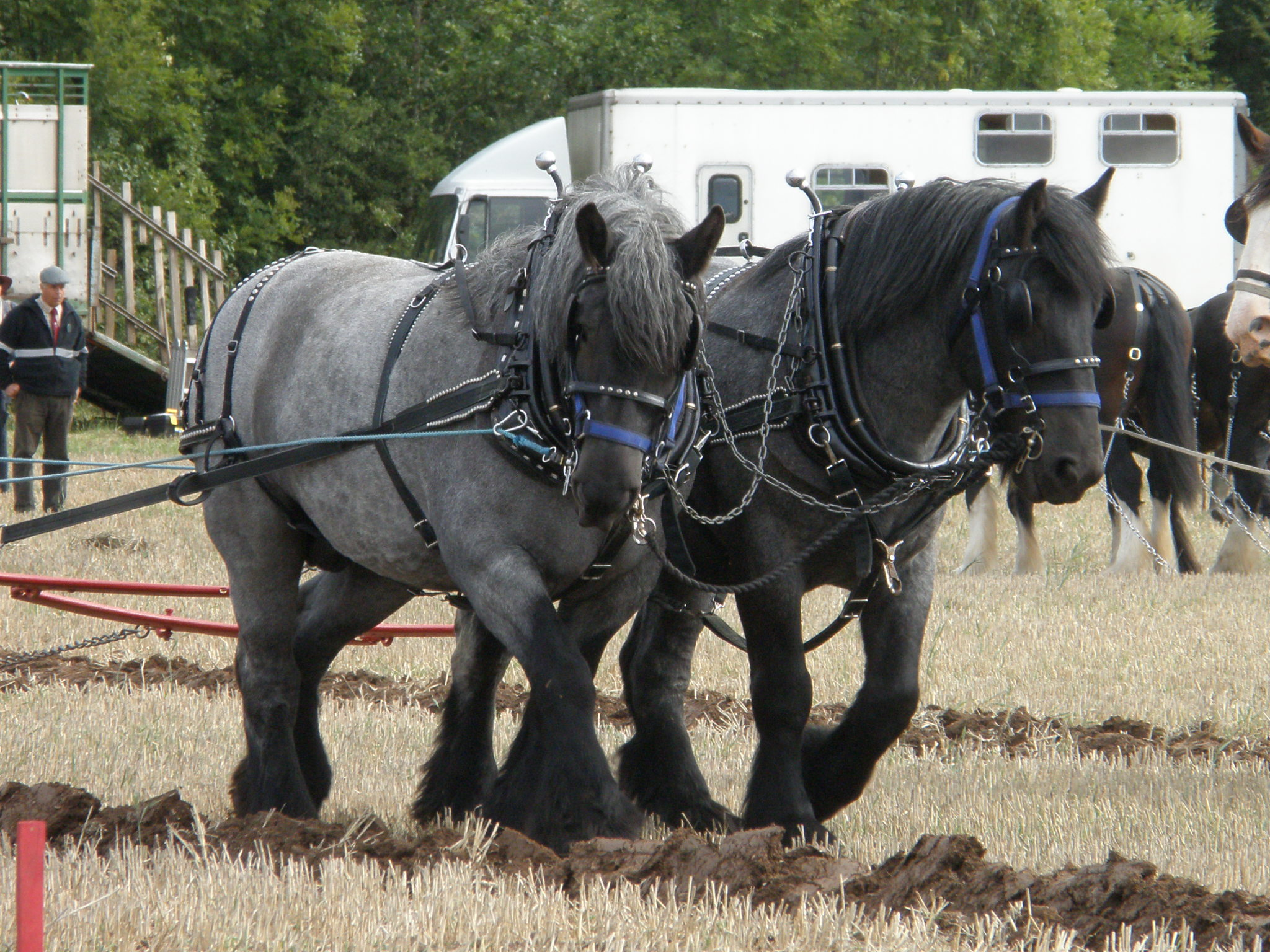
Paire de Trait belge : le cheval de gauche est noir rouan, celui de droite est noir.

Le noir rouan est toujours décrit comme un mélange stable entre des poils noirs et des poils blancs, dans des proportions variées. Dans plusieurs cultures, cette robe du cheval est décrite comme ayant des nuances bleutées, alors qu'elle ne compte évidemment aucun poil bleu.
Avant la découverte de son fonctionnement génétique, cette robe est souvent classée (par erreur) avec le gris.

### Confusions visuelles
Le noir rouan est souvent confondu avec d'autres robes, tout particulièrement avec le gris sur base noire et le marmoré.
Une confusion très fréquente se produit entre les chevaux porteurs de la mutation Rouan, et ceux porteurs de la mutation du Gris,,. En effet, pendant leur phénomène de grisonnement, les chevaux dont la robe de base est noire passent par une phase durant laquelle ils arborent un mélange de poils noirs et de poils blancs. La distinction s'effectue alors sur la couleur de la tête (qui reste de couleur foncée dans le cas du gène Rouan, alors qu'elle comporte de nombreux poils blancs dans le cas du gène Gris) et de l'évolution de la couleur de la robe à long terme, le gris connaissant une évolution de couleur au fil des années sur le très long terme, mais pas en fonction des saisons.

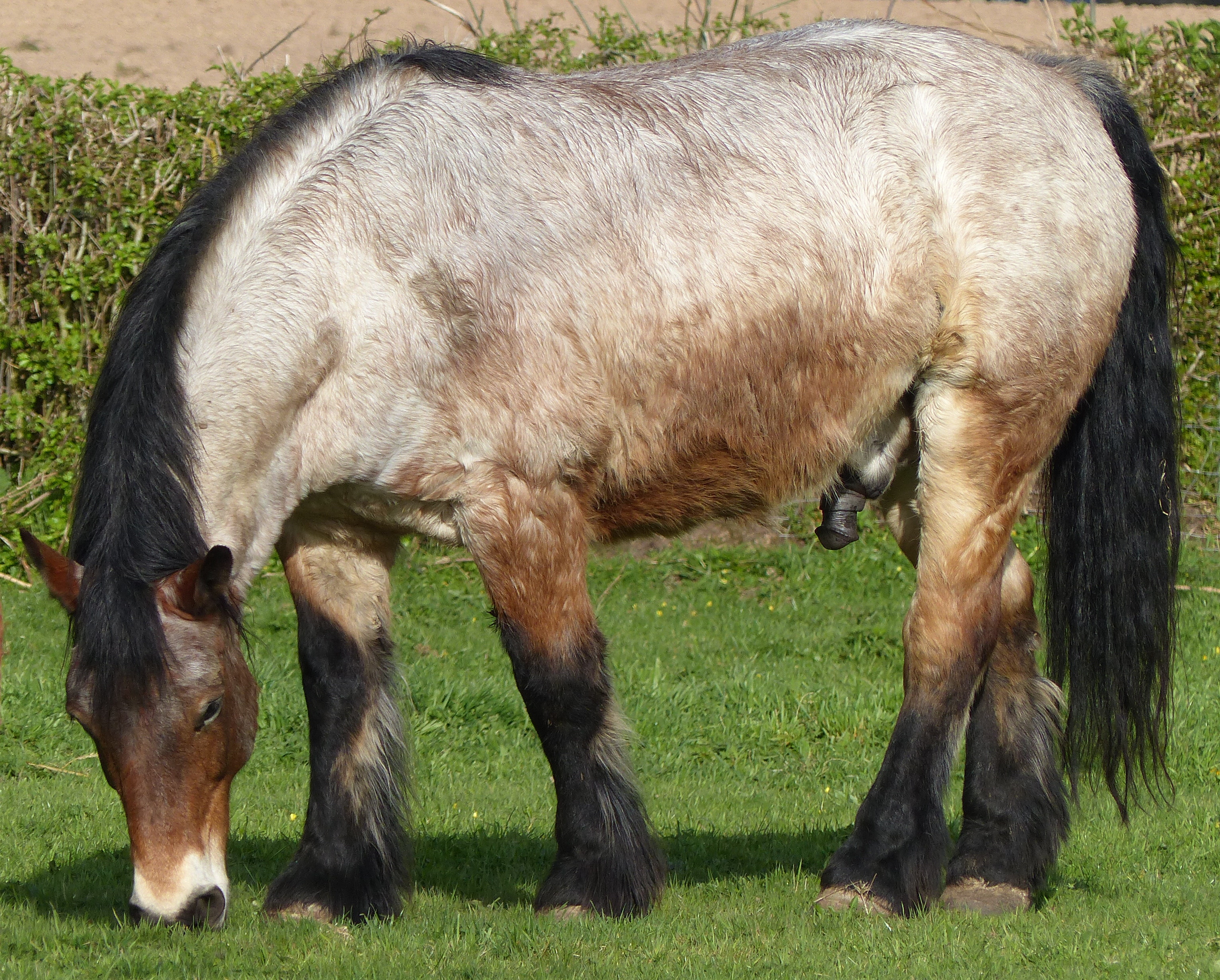
Un bai rouan, comme cet Ardennais, possède des poils marron.
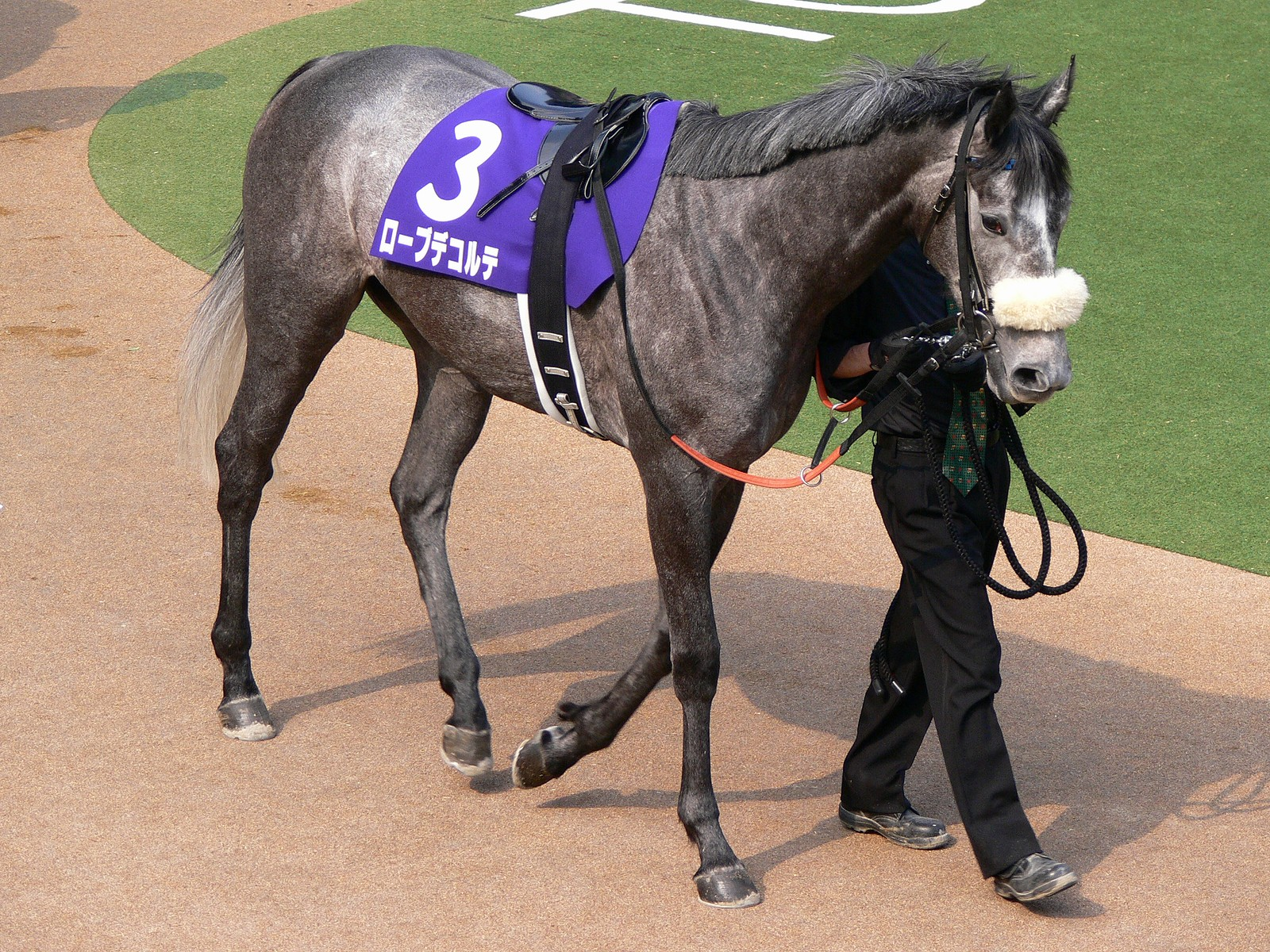
Un gris sur base noire, comme ce Pur-sang, a la tête qui blanchit, et devient de plus en plus blanc au fil du temps.
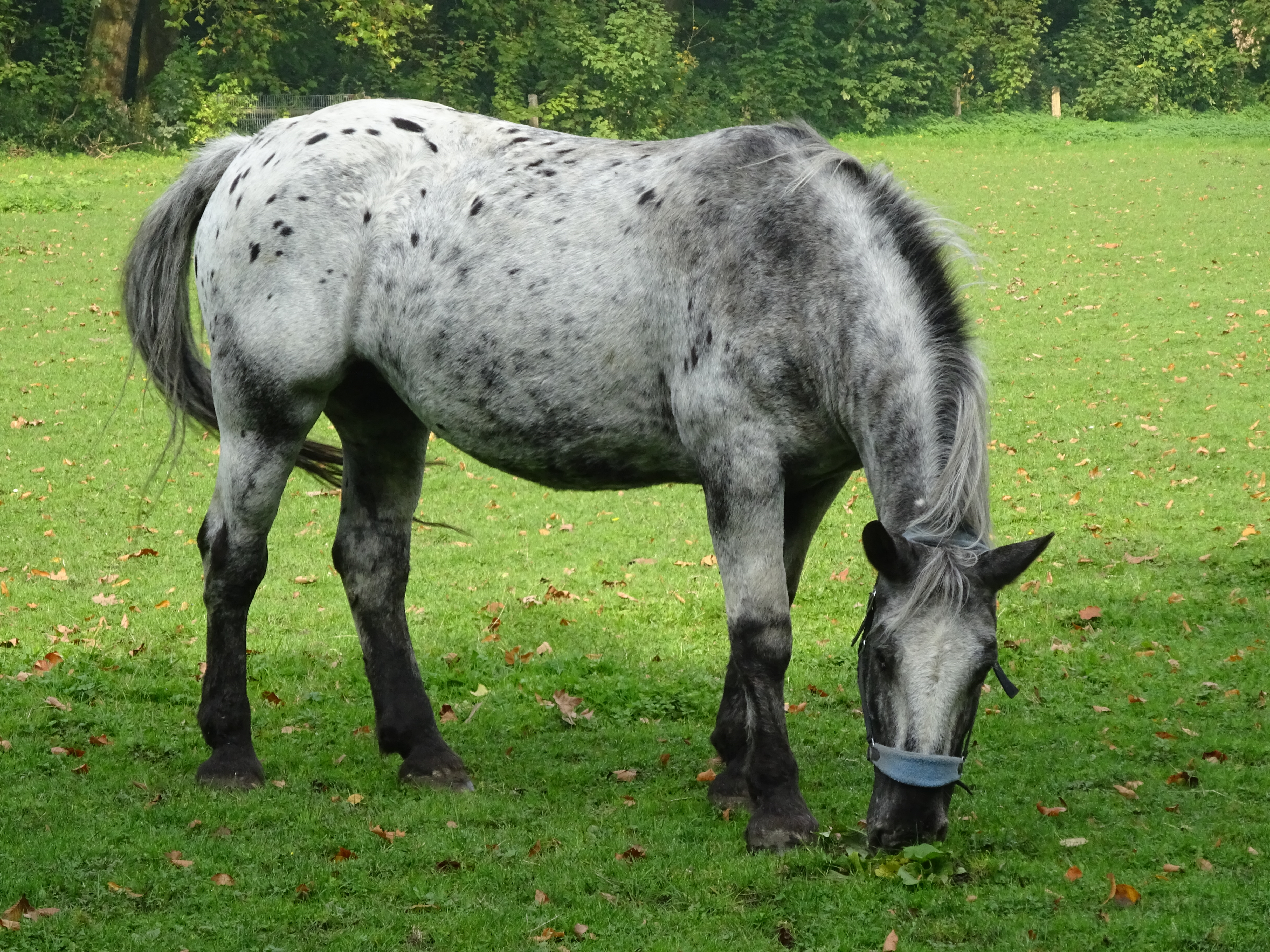
Un marmoré a peu de crins, présente des sabots striés, et devient de plus en plus blanc au fil du temps.

Enfin, il est fréquent de confondre le noir rouan avec du marmoré sur une base noire. La différenciation s'effectue au niveau de la présence d'un V inversé sur la tête du marmoré, et des caractères dus au complexe léopard, tels que l'abondance des crins (peu abondants chez un marmoré), les sabots striés, l'apparence de l’œil (cerclé de blanc chez le marmoré), et surtout l'aspect évolutif, le cheval marmoré ayant de plus en plus de poils blancs au fur et à mesure qu'il prend de l'âge.

## Diffusion et fréquence

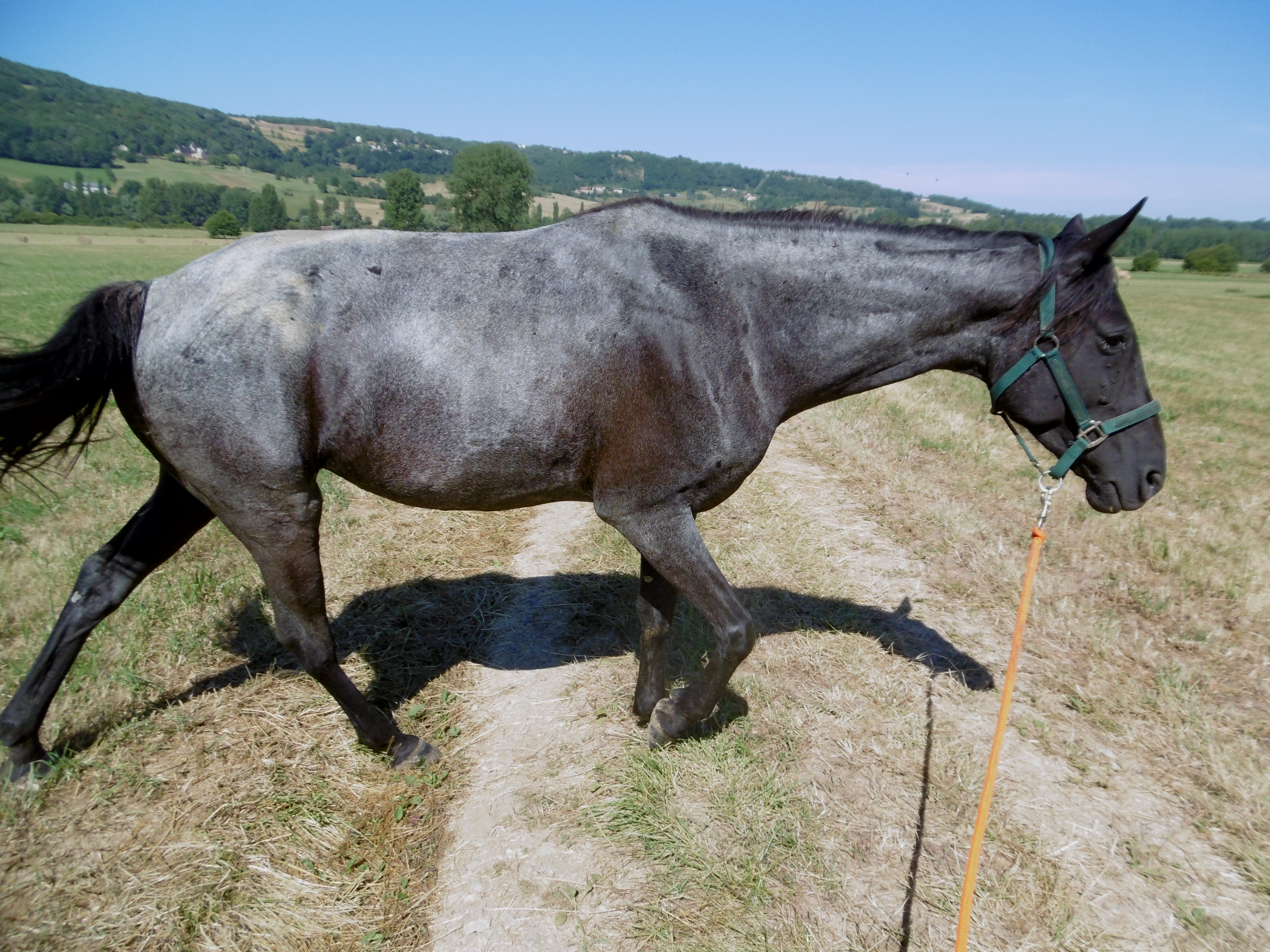
Jument Trotteur français de robe noir rouan.

Les robes rouannes sont présentes chez de nombreuses races de chevaux, mais les individus fondateurs et la fréquence de la robe ne sont pas connus avec précision.
Dans son livre De la variation des animaux et des plantes sous l'action de la domestication (1868), Charles Darwin note la présence de chevaux rouan et gris de fer dans les îles Falkland, où ils ont été rendus à la vie sauvage depuis 60 à 70 ans.
Environ 7 % des chevaux de la race Noriker sont noir rouan, car cette robe fait l'objet d'une sélection spécifique. La robe existe aussi chez le Murgese, une race italienne. Le noir rouan existe à très basse fréquence chez les poneys des Philippines.
Le noir rouan est presque inexistant chez les races de chevaux de sport, et est impossible chez l'Arabe, chez qui la mutation Rouan n'existe pas.

## Génétique
Génétiquement, le noir rouan est une robe de base noire qui a été modifiée par la mutation Rouan (nommée Roan en anglais), grâce à une relation d'épistasie. Toutes les formes de robes rouan, dont le noir rouan, sont causées par ce gène dominant (transmission autosomique dominante), le gène Rouan, noté Rn,,. Il suffit donc d'une seule copie de ce gène (allèle) pour permettre l'expression de la robe noir rouan,. 
Le gène KIT, qui joue un rôle dans les cellules de pigmentation, contrôle l'expression des robes rouannées (Rn). La robe noir rouan peut être testée génétiquement. 

### Santé et pléiotropie
Les effets pléiotropes du gène Rn restent peu connus. Il a été soupçonné que la forme homozygote du gène Rn soit létale, mais cela reste controversé puisque des chevaux homozygotes Rn existent, et sont viables,. La source de cette erreur pourrait résider dans l'existence de chevaux génétiquement rouans, mais dont le phénotype est très peu visible.

### Combinaisons avec d'autres gènes de robes

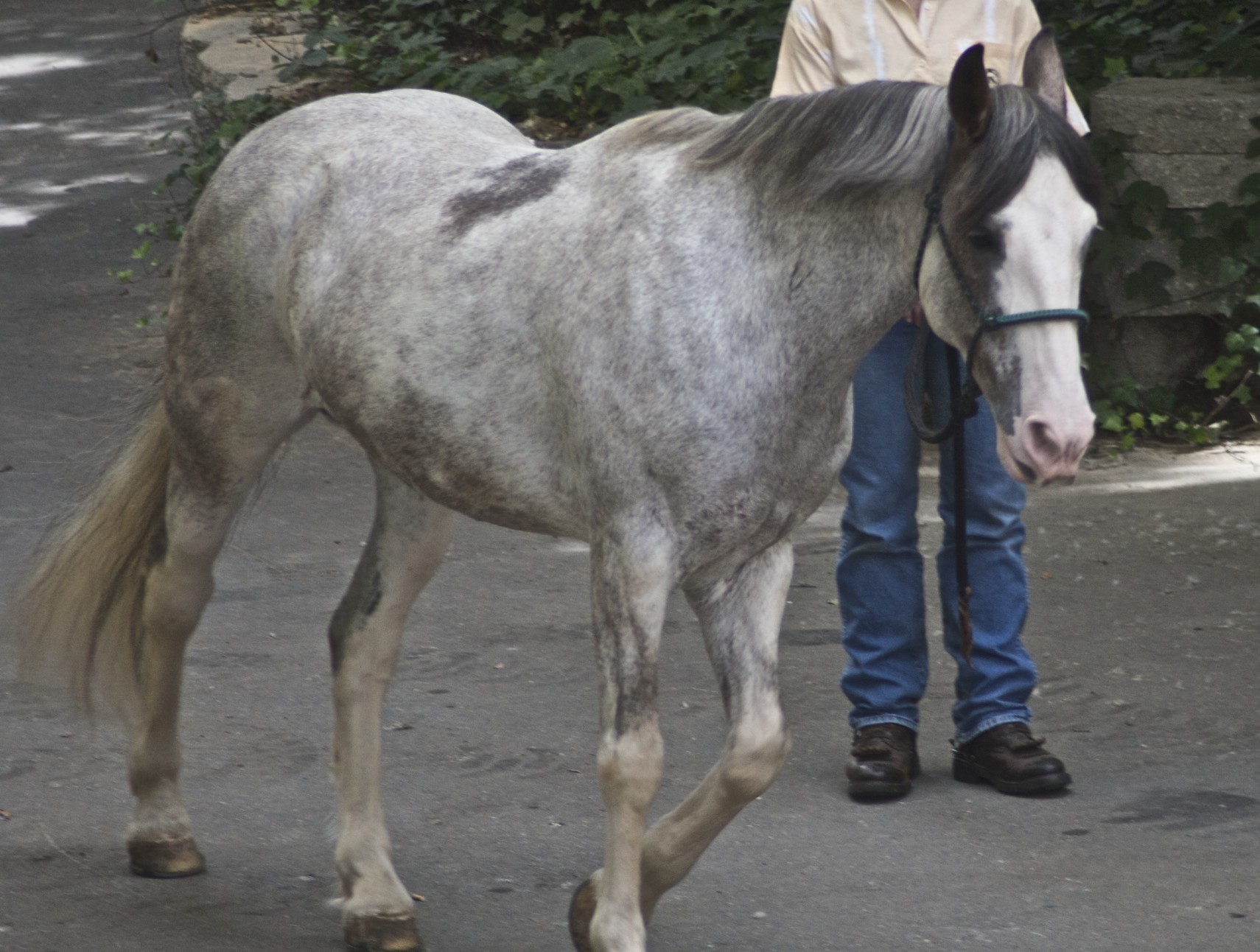
Combinaison hétérozygote de noir rouan et d'une forme de sabino ou blanc dominant.

Le noir rouan peut se combiner avec le gris ; comme chez tous les chevaux gris, la robe va alors s'éclaircir jusqu'à devenir blanche d'apparence.
En raison de sa localisation sur le gène KIT, le rouan homozygote ne peut théoriquement pas coexister avec un certain nombre de robes pie, telles que le tobiano, le sabino et le blanc dominant.